# Station Komyoike
Station Kōmyōike (光明池駅, Kōmyōike-eki) is een treinstation in de wijk Minami-ku in de Japanse stad Sakai. Het wordt aangedaan door de Semboku-lijn. Het station heeft twee sporen, gelegen aan een enkel eilandperron.

## Treindienst

### Semboku-lijn(stationsnummer SB05)
| 1 | ■ Semboku-lijn | richting Izumi-Chūō                      |
| 2 | ■ Semboku-lijn | richting Nakamozu, Sakaihigashi en Namba |

## Geschiedenis
Het station werd in 1977 geopend.

## Overig openbaar vervoer
Bussen van Nankai.

## Stationsomgeving
- Kōmyōike Sun Pier (winkelcentrum)
- Life
- Sun Plaza (supermarkt)
- 7-Eleven
- Kamoya-park

Nakamozu · Fukai · Izumigaoka · Toga-Mikita · Kōmyōike · Izumi-Chūō